# Liberalni savez Crne Gore
Liberalni savez Crne Gore – LSCG (crnogorski: Либерални савез Црне Горе – ЛСЦГ) osnovan 26. siječnja 1990. godine, jedan od najvažnijih političkih čimbenika novije crnogorske povijesti. Za prvoga predsjednika izabran je Velimir Vujović, no faktički čelnik je za cijelo vrijeme postojanja bio Slavko Perović.
Upravo je LSCG predvodio masovne prosvjede zbog crnogorskog napada na Dubrovnik. 5. studenoga 1991. poslali su otvoreno pismo jugoslavenskom ministru obrane gen. Veljku Kadijeviću, u kojem se protive napadu jugovojske na Dubrovnik, jer "crnogorska javnost dobro zna da je navodna izravna opasnost za Crnu Goru izmišljena kako bi se ona uvukla u rat i svjetsku sramotu u dubrovačkoj operaciji."
Uskoro su organizirali prosvjede. Jedan od njih bio je 3. prosinca 1991., kad je više od 10.000 Crnogoraca izrazilo žaljenje zbog napada na Dubrovnik i zatražilo oprost.
LSCG je okupio početkom 1990-ih vodeće crnogorske intelektualce koji su bili oporba sljedbenicima Slobodana Miloševića, te velikorpskoj politici koja je 1991. pa nadalje eskalirala u izravne agresije na Sloveniju, Hrvatsku i BiH.
Od početka 1992. LSCG je profilirao i artikulirao projekt obnove crnogorske nezavisnosti. Glavna poruka Slavka Perovića je bila da zbog "crnogorske nezavisnosti ne treba da se prolije ni dječja suza, a kamo li da padne krv".
LSCG je u svom članstvu i rukovodstvu imao, ne samo Crnogorce, već i pripadnike svih autohtonih naroda Crne Gore; na primjer, delegirao je svoga poslanika Džemala Perovića, Albanca, da bude potpredsjednik Skupštine Crne Gore, a zatim i Vesnu Perović, Srpkinju, da jedno vrijeme bude predsjednica parlamenta. 
Iako je LSCG bio autentični protagonist procesa obnove crnogorske nezavisnosti, projekt je tijekom vremena preuzeo Milo Đukanović. LSCG je, pod objašnjenjem da je izložen strahovitom pritisku crnogorske tajne policije, prestao postojati 2005. godine, svega godinu dana do obnove nezavisnosti Crne Gore.

## Vanjske poveznice
- Povijest Liberalnog saveza Crne Gore
- PROSVJED CRNOGORSKIH LIBERALA NA CETINJU U POVODU NAPADA NA DUBROVNIK 1991.